# Laticauda colubrina
A Laticauda colubrina é uma espécie de cobra-marinha venenosa encontrada nas águas indo-pacíficas que aparenta ter duas cabeças.